# 峰桜健士
峰桜 健士（みねざくら けんじ、1972年10月5日 - ）は、青森県八戸市出身で峰崎部屋（入門時は放駒部屋）所属の元大相撲力士。本名は工藤 憲一（くどう けんいち）。身長173cm、体重は135kg。得意技は押し、すくい投げ。最高位は東三段目74枚目（2005年5月場所）。

## 来歴
- 中学卒業後、放駒部屋に入門し、1988年3月場所に初土俵を踏む。同期生には横綱曙太郎、貴乃花光司、3代目若乃花、大関魁皇博之ら花の六三組と呼ばれるそうそうたる面々が並ぶ。前相撲では二番出世であった。1988年12月に峰崎親方が峰崎部屋を創設して独立すると移籍する。
- 力士としては小柄であるためなかなか勝ち星が上がらず、三段目昇進まで10年かかった。現役晩年は序二段在位が長く、2010年1月場所では19年ぶりに序ノ口で相撲を取るなど苦戦を続けていた。部屋最古参の力士として、また数少なくなった昭和時代の初土俵力士として懸命の土俵を続けていたが、2011年9月場所限りで引退した。
- 初めて序ノ口についた1988年5月場所では途中休場したが、翌7月場所から最終場所となる2011年9月場所まで23年以上連続出場を果たした。

## 主な記録
- 通算成績：453勝524敗3休（141場所）
- 序二段在位：125場所（史上2位）

| | 一月場所 初場所（東京） | 三月場所 春場所（大阪） | 五月場所 夏場所（東京） | 七月場所 名古屋場所（愛知） | 九月場所 秋場所（東京）   | 十一月場所 九州場所（福岡） |
| --- | ----------------------- | ----------------------- | ----------------------- | --------------------------- | ------------------------- | --------------------------- |
| 1988年 （昭和63年） | x                       | （前相撲）              | 西序ノ口44枚目 1–3–3    | 西序ノ口36枚目 3–4          | 東序ノ口34枚目 2–5        | 東序ノ口38枚目 4–3          |
| 1989年 （平成元年） | 東序二段140枚目 3–4     | 東序ノ口4枚目 3–4       | 西序二段137枚目 3–4     | 東序ノ口3枚目 2–5           | 西序二段20枚目 5–2        | 西序二段111枚目 2–5         |
| 1990年 （平成2年） | 西序ノ口3枚目 3–4       | 西序ノ口9枚目 5–2       | 西序二段86枚目 2–5      | 東序二段123枚目 2–5         | 西序ノ口6枚目 5–2         | 東序二段83枚目 1–6          |
| 1991年 （平成3年） | 西序二段122枚目 2–5     | 東序ノ口14枚目 4–3      | 東序二段102枚目 3–4     | 西序二段122枚目 4–3         | 東序二段91枚目 3–4        | 東序二段108枚目 4–3         |
| 1992年 （平成4年） | 西序二段83枚目 2–5      | 西序二段115枚目 6–1     | 東序二段39枚目 2–5      | 東序二段67枚目 2–5          | 西序二段110枚目 4–3       | 東序二段83枚目 3–4          |
| 1993年 （平成5年） | 西序二段109枚目 4–3     | 東序二段76枚目 4–3      | 東序二段53枚目 1–6      | 西序二段84枚目 4–3          | 東序二段51枚目 3–4        | 東序二段71枚目 2–5          |
| 1994年 （平成6年） | 西序二段102枚目 4–3     | 西序二段77枚目 3–4      | 東序二段98枚目 5–2      | 東序二段57枚目 4–3          | 西序二段34枚目 2–5        | 東序二段64枚目 3–4          |
| 1995年 （平成7年） | 西序二段80枚目 3–4      | 西序二段105枚目 3–4     | 西序二段128枚目 6–1     | 西序二段50枚目 3–4          | 東序二段72枚目 2–5        | 西序二段105枚目 2–5         |
| 1996年 （平成8年） | 東序二段142枚目 5–2     | 西序二段82枚目 2–5      | 西序二段123枚目 5–2     | 東序二段69枚目 2–5          | 東序二段105枚目 5–2       | 西序二段56枚目 4–3          |
| 1997年 （平成9年） | 西序二段32枚目 3–4      | 東序二段54枚目 2–5      | 西序二段88枚目 5–2      | 西序二段36枚目 4–3          | 西序二段15枚目 1–6        | 東序二段48枚目 3–4          |
| 1998年 （平成10年） | 東序二段64枚目 6–1      | 東三段目99枚目 3–4      | 東序二段18枚目 1–6      | 西序二段56枚目 2–5          | 東序二段87枚目 6–1        | 西序二段16枚目 3–4          |
| 1999年 （平成11年） | 東序二段38枚目 4–3      | 西序二段15枚目 2–5      | 西序二段44枚目 3–4      | 東序二段62枚目 2–5          | 東序二段87枚目 5–2        | 東序二段51枚目 3–4          |
| 2000年 （平成12年） | 西序二段68枚目 2–5      | 西序二段95枚目 4–3      | 西序二段70枚目 5–2      | 西序二段28枚目 3–4          | 東序二段51枚目 2–5        | 東序二段83枚目 5–2          |
| 2001年 （平成13年） | 東序二段46枚目 2–5      | 西序二段67枚目 4–3      | 東序二段46枚目 4–3      | 東序二段23枚目 3–4          | 西序二段40枚目 3–4        | 西序二段58枚目 3–4          |
| 2002年 （平成14年） | 西序二段72枚目 5–2      | 東序二段28枚目 3–4      | 西序二段49枚目 1–6      | 西序二段91枚目 4–3          | 東序二段68枚目 1–6        | 西序二段106枚目 5–2         |
| 2003年 （平成15年） | 東序二段63枚目 5–2      | 西序二段26枚目 4–3      | 西序二段4枚目 1–6       | 西序二段45枚目 5–2          | 東序二段5枚目 2–5         | 西序二段40枚目 2–5          |
| 2004年 （平成16年） | 東序二段69枚目 3–4      | 西序二段85枚目 5–2      | 東序二段38枚目 4–3      | 西序二段15枚目 2–5          | 東序二段46枚目 2–5        | 西序二段75枚目 5–2          |
| 2005年 （平成17年） | 東序二段32枚目 4–3      | 西序二段9枚目 5–2       | 東三段目74枚目 3–4      | 東三段目85枚目 1–6          | 東序二段27枚目 2–5        | 西序二段56枚目 3–4          |
| 2006年 （平成18年） | 東序二段80枚目 4–3      | 西序二段54枚目 4–3      | 西序二段29枚目 3–4      | 西序二段51枚目 4–3          | 東序二段30枚目 3–4        | 東序二段53枚目 4–3          |
| 2007年 （平成19年） | 西序二段28枚目 3–4      | 東序二段51枚目 2–5      | 西序二段80枚目 5–2      | 東序二段39枚目 2–5          | 東序二段71枚目 4–3        | 東序二段45枚目 3–4          |
| 2008年 （平成20年） | 西序二段67枚目 4–3      | 東序二段39枚目 5–2      | 東序二段3枚目 1–6       | 東序二段43枚目 2–5          | 東序二段79枚目 3–4        | 東序二段101枚目 4–3         |
| 2009年 （平成21年） | 西序二段74枚目 2–5      | 東序二段104枚目 4–3     | 西序二段73枚目 4–3      | 東序二段44枚目 3–4          | 西序二段71枚目 3–4        | 東序二段92枚目 2–5          |
| 2010年 （平成22年） | 西序ノ口筆頭 4–3        | 西序二段81枚目 3–4      | 西序二段96枚目 6–1      | 東序二段18枚目 2–5          | 西序二段54枚目 4–3        | 西序二段28枚目 2–5          |
| 2011年 （平成23年） | 東序二段65枚目 2–5      | 八百長問題 により中止   | 西序二段95枚目 5–2      | 東序二段36枚目 3–4          | 西序二段60枚目 引退 3–4–0 | x                           |
| 各欄の数字は、「勝ち-負け-休場」を示す。 優勝 引退 休場 十両 幕下 三賞：敢=敢闘賞、殊=殊勲賞、技=技能賞 その他：★=金星 番付階級：幕内 - 十両 - 幕下 - 三段目 - 序二段 - 序ノ口 幕内序列：横綱 - 大関 - 関脇 - 小結 - 前頭（「#数字」は各位内の序列） |                         |                         |                         |                             |                           |                             |

## 改名歴
- 工藤（1988年3月場所）
- 花ノ峰（1988年5月場所-1989年5月場所）
- 権ノ峰（1989年7月場所-1993年11月場所）
- 飛翔山（1994年1月場所-1995年3月場所）
- 峰桜（1995年5月場所-2011年9月場所）